# Đảng Công lý và Phát triển (Maroc)
Đảng Công lý và Phát triển (tiếng Ả Rập: حزب العدالة والتنمية, Berber: ⴰⴽⴰⴱⴰⵔ ⵏ ⵜⴰⵏⵣⵣⴰⵔⴼⵓⵜ ⴷ ⵜⴰⵏⴼⵍⵉⵜ, tiếng Pháp: Parti de la Justice et du Développement, viết tắt là PJD) là một đảng phái chính trị ở Maroc. Đây là đảng Hồi giáo ôn hòa, đã giành chiến thắng trong các cuộc bầu cử Quốc hội đầu tiên ở Maroc kể từ khi nước này cải tổ hiến pháp vào mùa hè năm 2011. Đảng công lý và phát triển đã giành được 107 trong số 395 ghế trong Quốc hội Maroc. Trước đây đảng này là đảng đối lập trong Quốc hội Maroc.
Đảng PJD nhận được sự ủng hộ rộng rãi của tầng lớp nghèo khổ ở quốc gia Bắc Phi này và hy vọng sẽ thúc đẩy nền tài chính Hồi giáo, nhưng cam kết không áp đặt thể chế hà khắc đối với xã hội Maroc. 